# Аграфа (область)
А́графа (греч. Άγραφα) — географическая и историческая область в материковой Греции. Является продолжением южной части горной системы Пинд. Охватывает территорию периферийных единиц Эвритания и Кардица.  Существует также одноимённая община, но она охватывает лишь небольшую часть области. Высочайшая вершина — Карава (Καράβα) высотой 2184 метров над уровнем моря.

## Описание
Область Аграфы славится своей полной автономией в течение всех 400 лет турецкой оккупации Греции. Название происходит от др.-греч. ἄγραφος «незаписанный», потому что турки оказались неспособны  покорить эту область и её население не было зарегистрировано в налоговом регистре султана. В результате местное население, как правило, вело экономическую деятельность без влияния Османской империи.

## История
Аграфа была заселена примерно 2500 лет назад. В центральной части области находится долина реки Аграфьотис, окружённая с трех сторон крутыми стенами 2000-метровых гор, а в его южной части река течёт через ряд узких и часто непроходимых ущелий в водохранилище Кремаста. Другая крупная река Аграфы, Тавропос, питает водохранилище Тавропос.
Большинство из лесов Аграфы находились во владении греческих православных монастырей на протяжении многих сотен лет и в течение турецкой владычества на Балканах.
В 1600 г. Дионисий Философ, бывший тогда епископом города Трикала, возглавил восстание греческого населения против турок базируясь в Аграфа.
Аграфа был центром грамотности в течение 400 лет господства турок. Поскольку турки запретили населению образование на родном языке, из поколение в поколение обучение чтению и письму проходило в тайных школах на территории монастырей. В отличие от большинства греков, многие аграфиоты могут проследить историю своей семьи на много поколений назад, так как они могли свободно читать, писать и записывать сведения о рождении, крестинах и смерти.
В XX веке многие аграфиоты покинули свои деревни и поселились в крупных городах Греции, а также в Соединенных Штатах, Канаде, Австралии и Германии, стремясь вырваться из крайней нищеты, которая когда-то была бичом этой местности. Миграция из области впервые началась в 1920-х годах и почти прекратилась в 1970-х годах.
Исторически занятием большинства населения Аграфы было садоводство, пастушество и текстильное производство. Большинство из традиционных сельскохозяйственных культур Аграфы могут выжить на бедной почве и при холодной погоде. Бобы, выращенные в Аграфе считаются исключительными по вкусу и качеству. До сих пор приносит хороший доход продажа древесины из лесов, приобретенных у православных монастырей.
Новая эпоха для Аграфы началась в 50-х годах ΧΧ века. По предложению премьер-министра Греции Николаоса Пластираса, уроженца этих мест, здесь было построено водохранилище Тавропос. Аграфа, первоначально один из беднейших и наиболее изолированных регионов Греции, быстро становится туристическим центром.